# Henry Brandon, 2. Duke of Suffolk

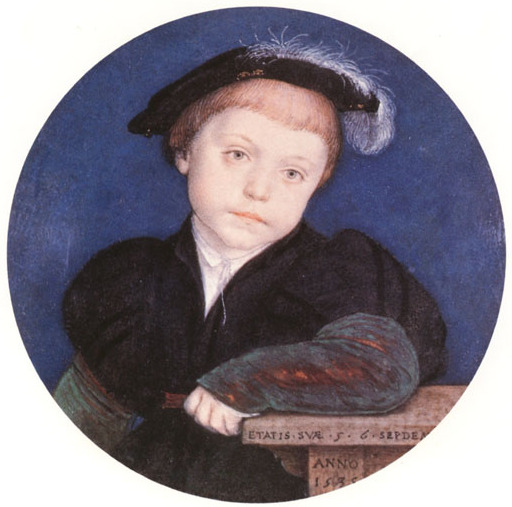
Henry Brandon im Alter von 5 Jahren, Miniatur von Hans Holbein dem Jüngeren, 1541

Henry Brandon, 2. Duke of Suffolk (dt. Herzog von Suffolk) (* 18. September 1535 in Barbican, London; † 14. Juli 1551 in Buckden nahe Huntingdon) war ein englischer Adeliger und der älteste Sohn von Charles Brandon, 1. Duke of Suffolk und dessen vierter Frau Katherine Willoughby, 12. Baroness Willoughby de Eresby. Über seine Halbschwester Frances Brandon war er Onkel der Königin Jane Grey, der sogenannten Neuntagekönigin.
Er ist nicht zu verwechseln mit seinem älteren Halbbruder gleichen Namens Henry Brandon, 1. Earl of Lincoln.

## Leben
Als 1545 sein Vater verstarb, erbte Henry im Alter von nur neun Jahren den Titel Duke of Suffolk. Er war als Minderjähriger aber nicht berechtigt, an Sitzungen des Parlaments teilzunehmen, sondern übernahm nur zeremonielle Aufgaben. So trug er im Jahr 1547 in der Krönungsprozession Eduards VI. den Reichsapfel und wurde zusammen mit seinem jüngeren Bruder Charles im Rahmen der Feierlichkeiten zum Knight of the Bath geschlagen.
Seine Eltern waren bemüht, für möglichst viel Kontakt zwischen Henry und dem nur 2 Jahre jüngeren Thronerben Edward Tudor zu sorgen, und so wurde er zunächst zusammen mit dem jungen Prince of Wales (dem späteren Eduard VI.) bei Hofe erzogen. Er setzte aber schon bald zusammen mit seinem Bruder seine Ausbildung am St John’s College (Cambridge) fort, da er „unter Gelehrten sein wollte“.
Als im Juli 1551 in Cambridge der Englische Schweiß ausbrach, flohen Henry und sein Bruder in das Dorf Buckden, um der Epidemie zu entgehen, doch noch am selben Abend erkrankten beide und Henry verstarb am nächsten Tag im Alter von 15 Jahren. Sein Bruder überlebte ihn nur um etwa eine Stunde.
Ein zeitgenössischer Bericht erzählt wie den Jungen eine Vorahnung des Todes traf:
„Der ältere, abends fröhlich zu Tisch sitzend, sagte [zu seiner Gastgeberin]: „Oh Herr, wo werden wir wohl morgen Nacht speisen?“ woraufhin sie, die das besorgte, dennoch tröstend sagte, „Ich bin sicher, Mylord, entweder hier oder anderswo im Haus eines eurer Freunde.“ „Nein,“ antwortete er, „wir werden nie wieder in dieser Welt zusammen speisen, seid Euch dessen sicher.“ und damit, weil er sah, dass der Dame unbehaglich war, machte er einen Spaß daraus und verbrachte den Rest des Abendessens mit Fröhlichkeit und in derselben Nacht nach der zwölften Stunde, es war der 14. des Juli, erkrankte er und wurde so am nächsten Morgen, um die siebte Stunde zu Gott geholt.“
Henry und Charles waren offenbar vielversprechende Schüler gewesen, denn Sir Thomas Wilson, ihr alter Lehrer, verfasste nach ihrem Tod eine lateinische Denkschrift für sie, Vita et obitus duorum fratrum Suffolcensium und widmete ihnen einen lobenden Abschnitt in seinem Buch The Arte of Rhetorique. Er schreibt über Henry, dass er „neben seinen anderen geistigen Fähigkeiten, die die aller anderen übertrafen und beinahe unglaublich waren“, ein begeisterter und begabter Reiter und Tjoster war, der „im Lanzengang derart geschickt war, obwohl erst 14 Jahre alt, dass mancher Soldat noch heute den Verlust eines solch ehrenwerten Gentlemans gar sehr beklagt.“
Durch den frühen Tod der Brüder starb das Haus Brandon in der männlichen Linie aus und der Titel des Duke of Suffolk fiel zurück an die Krone. Noch im selben Jahr aber wurde der Titel Iure uxoris (durch Recht der Ehefrau) an Henry Grey, den Mann ihrer Halbschwester Frances, verliehen.